# Arthur Claerhout
Arthur Claerouth (Gand, 3 dicembre 1887 – Bruxelles, 22 febbraio 1978) è stato un ciclista su strada belga, professionista dal 1912 al 1926.

## Carriera
Professionista dal 1912 al 1926, si distinse vincendo una Bruxelles-Gand. si piazzò inoltre terzo alla Liegi-Bastogne-Liegi del 1919. 

## Palmarès

### Strada
- 1912

Bruxelles-Gand
- 1913

Reims-Charleroi

## Piazzamenti

### Classiche monumento
- Giro delle Fiandre

1920: 42º
- Liegi-Bastogne-Liegi

1919: 3º
1922: 19º